# Dove portano tutte le strade
Dove portano tutte le strade (Where All Roads Lead) è una serie d'articoli d'apologetica cattolica dello scrittore inglese Gilbert Keith Chesterton, pubblicata fra il 1922 e il 1923.
Il titolo fa riferimento al noto modo di dire «tutte le strade portano a Roma», usato varie volte da Chesterton nei suoi scritti.

## Contesto e genesi
Chesterton era un personaggio pubblico, un giornalista e scrittore estremamente produttivo, famoso nella scena intellettuale del tempo. Pur trattando di temi disparati, al centro del suo pensiero c'era sempre stata la riflessione filosofica e religiosa, che l'aveva portato negli anni a un sempre maggiore avvicinamento al cattolicesimo: anche se non era formalmente cattolico, da molto tempo i suoi scritti erano permeati di spirito cattolico. Dopo anni passati in limine, nell'estate del 1922 si convertì ufficialmente. Dopo qualche mese iniziò a uscire Dove portano tutte le strade, una sua serie d'articoli sulla sua conversione e sul cattolicesimo in generale, pubblicati parallelamente sui periodici Blackfriars (nel Regno Unito) e The Catholic World (negli Stati Uniti). La serie proseguì fino alla primavera dell'anno successivo; sarebbe dovuta continuare, ma s'interruppe dopo la settima puntata.

## Contenuti

### La giovinezza della Chiesa(1ª e 2ª puntata)
Chesterton osserva che, per essere così antica, la Chiesa mostra una sorprendente vitalità, e una capacità unica di rinnovarsi e ringiovanire. Mode e movimenti di vario genere, artistici, socio-politici o religiosi, possono nascere pieni d'energia, ma invecchiano presto, perdono di freschezza e spesso si spengono nel tempo della vita d'un uomo; mentre la Chiesa dura da duemila anni.
Chesterton rileva un parallelismo fra quattro rinascite del cattolicesimo di fronte alle sfide del tempo: l'ortodossia atanasiana in risposta all'eresia ariana, le crociate in risposta all'espansione islamica, la Controriforma in risposta alla Riforma protestante, e da ultimo il rinnovamento dei suoi giorni (il medievalismo di Ruskin, Morris, Gill, il distributismo, il socialismo gildista, eccetera). Secondo Chesterton, questa capacità della Chiesa di ringiovanire ha in sé qualcosa di sovrannaturale.

### Le ragioni della complessità(3ª puntata)
Chesterton osserva che molte delle nuove filosofie e religioni (come anche l'ateismo stesso) sono caratterizzate da un'estrema semplicità di concetti; al contrario, il cattolicesimo «è l’unico credo che ancora non si vergogna d’essere complicato». Questa semplicità è il motivo per cui le filosofie nuove si spengono presto: non sono abbastanza complesse per essere organismi viventi. Al contrario, nella sua complessità il cattolicesimo ha una straordinaria ricchezza di risorse che gli permette di affrontare i problemi delle epoche più disparate. Chesterton critica quindi come incompleta e contraddittoria la posizione anglocattolica.

### Storia d'una mezza verità(4ª e 5ª puntata)
Chesterton ironizza sul fatto che molte critiche rivolte alla Chiesa, sulla sua presunta arretratezza, sono corrette:
Questa superficialità del pensiero moderno si osserva in molti aspetti, come nell'uso non ragionato del linguaggio: una serie di luoghi comuni automatici che «trasforma tutte le frasi in sequenze di parole morte».
Chesterton tratta quindi qualche elemento della sua esperienza personale: consiglia ai giovani intellettuali di mettere il proprio pensiero, se vogliono davvero che fiorisca e influisca positivamente sul mondo, nel «giardino» duraturo della Chiesa, anziché buttarlo nelle polemiche del tempo, che passano e non lasciano nulla; e critica a posteriori certi aspetti della filosofia che egli stesso si era costruito per contrastare il pessimismo della sua giovinezza (concretizzata nel Cavaliere pazzo e altre poesie), osservando che il suo sentimento di meraviglia e gratitudine assoluta per l'esistenza, se mal interpretato e non bilanciato da altre verità (come si possono trovare invece armonicamente nel cattolicesimo), avrebbero potuto facilmente essere usato per giustificare ogni tipo d'atrocità.

### Una nota sulla religione comparata(6ª e 7ª puntata)

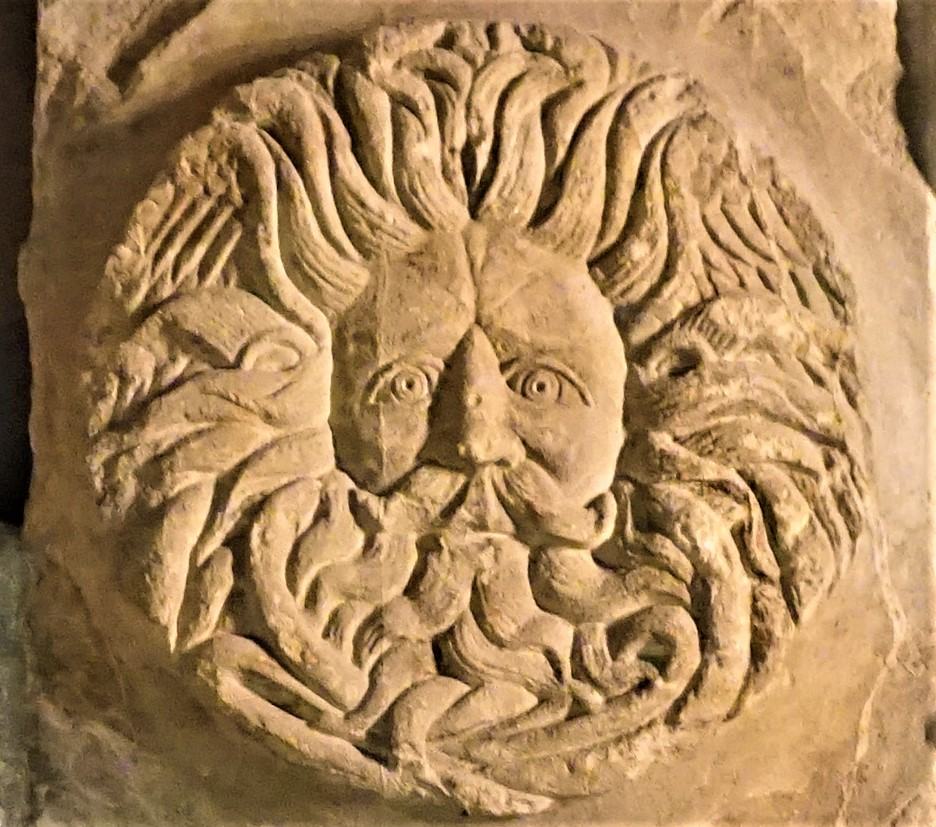
La testa della «gorgone» maschile di Bath, in Inghilterra; Chesterton ironizza sulla sua identificazione con la dea Sule da parte degli archeologi del tempo

Chesterton critica certi concetti della religione comparata e del lavoro di Herbert George Wells (suo amico ma anche avversario intellettuale), che giudica superficiali ed erronei: a parer suo, quelle che sono comunemente definite «religioni» (cristianesimo, islamismo, buddismo, induismo, confucianesimo) come fossero esemplari diversi d'uno stesso concetto, sono in realtà entità di natura molto diversa, per cui è fuorviante assembrarle senza distinzione in un'unica categoria; com'è fuorviante mettere in un'unica categoria figure in realtà molto diverse come Gesù, Budda, Maometto. La Chiesa cattolica, l'idea stessa d'una «Chiesa» a prescindere dalla sua realizzazione concreta, è un'entità sostanzialmente sui generis.
L'ultima puntata è dedicata di nuovo alla critica a Wells, in particolare alla sua descrizione del buddismo, che secondo Chesterton non è veritiera, essendone piuttosto una sciacquatura ottimistica, sentimentale e tranquillizzante, fatta per soddisfare le mode moderne.

## Stile
Lo stile dell'opera è quello consueto di Chesterton: arguto, giocoso, brillante, aforistico, ricco di paradossi e giochi di parole.
Come suo solito, alla brillantezza dell'espressione formale corrisponde una grande ricchezza di contenuti: sono numerosi i riferimenti a episodi storici, mitologici, letterari, a personaggi d'ogni genere, politici, artisti, intellettuali: fra i tanti, qui compaiono William Butler Yeats, Lionel Johnson, Mallarmé, George Bernard Shaw, Bergson, Maeterlinck, Henrik Ibsen, Sidney Webb, Hilaire Belloc, Jacques-Bénigne Bossuet, Pascal, Francisco Suárez, John Knox, Thomas Henry Huxley, Ernst Heinrich Haeckel, Alfred Edward Housman, Swinburne, Tolstoj, Schopenhauer.

## Storia editoriale
La serie fu raccolta e ripubblicata in forma ridotta dalla Società della verità cattolica nel 1961, a cura di Dorothy Collins, e poi ristampata nel '63; e, sempre dalla stessa casa editrice e sempre in forma ridotta, di nuovo nel 2017, stavolta accorpata a uno scritto di Robert Louis Stevenson (Father Damien).
La serie è stata invece ripubblicata in forma completa dalla Ignatius Press nel 1990, a partire dal testo contenuto in The Catholic World.
Nel 2025 è stata pubblicata, dal testo completo di Blackfriars, la prima traduzione in italiano.